# Contrail〜軌跡〜
「Contrail〜軌跡〜」（コントレイル きせき）は、川田まみの16枚目のシングル。2016年1月27日にNBCユニバーサルから発売された。本作品が川田のラスト・シングルとなる。

## 収録曲
全作詞：川田まみ、編曲：中沢伴行・尾崎武士
1. Contrail〜軌跡〜
作曲：中沢伴行、ストリングスアレンジ：emyu
テレビアニメ『蒼の彼方のフォーリズム』オープニングテーマ
2. Halfway
作曲：川田まみ
3. Contrail〜軌跡〜 -instrumental-
4. Halfway -instrumental-